# Czaple-Andrelewicze
Czaple-Andrelewicze [ˈt͡ʂaplɛ andrɛlɛˈvit͡ʂɛ] est un village polonais de la gmina de Repki dans le powiat de Sokołów et dans la voïvodie de Mazovie, au centre-est de la Pologne.